# John Rigby Hale
Sir John Rigby Hale (* 17. September 1923 in Ashford (Kent); † 12. August 1999) war ein britischer Historiker, spezialisiert auf die Renaissance.
Hale studierte an der Universität Oxford (Jesus College) mit dem Bachelor-Abschluss 1948 und dem Master-Abschluss 1953 und 1948/49 an der Johns Hopkins University und der Harvard University. Er war 1949 bis 1964 Tutor für Moderne Geschichte (Modern History) am Jesus College und Fellow des Jesus College. Danach war er Professor für Geschichte an der University of Warwick und anschließend Professor für italienische Geschichte am University College London und leitete 1970 bis zu seiner Emeritierung 1988 die Abteilung Italien.
Er war unter anderem Gastprofessor an der Cornell University und der University of California. 1973 bis 1980 war er Trustee der National Gallery in London. 1984 wurde er als Knight Bachelor geadelt. Er war seit 1977 Fellow der British Academy. 1989 wurde er Mitglied der Academia Europaea.
1992 verlor er nach einem Schlaganfall sein Sprachvermögen, worüber seine Frau, die Journalistin Sheila Hale, ein Buch The man who lost his language schrieb.

## Schriften
- Napoleon: the Story of his Life, London, Faber and Faber, 1954.
- England and the Italian Renaissance: the Growth of Interest in its History and Art, London, Faber and Faber, 1954, 4. Auflage Oxford, Blackwell, 2005.
- Machiavelli and Renaissance Italy, London, English Universities Press, 1961.
- The Art of War and Renaissance England, Washington, Folger Shakespeare Library, 1961.
- Renaissance exploration, New York, W. W. Norton, 1968.
- Renaissance Europe, 1480–1520, London: Collins, 1971.
- Italian Renaissance Painting from Masaccio to Titian, New York: Dutton, 1977.
- Florence and the Medici: the Pattern of Control, London, Thames and Hudson, 1977.
- Renaissance Fortification: Art or Engineering?, London, Thames and Hudson, 1977.
- War and Society in Renaissance Europe, Leicester, Fontana Paperbacks, 1985.
- Artists and warfare in the Renaissance, Yale University Press, 1990.
- The Civilization of Europe in the Renaissance, New York: Scribner 1995
- Herausgeber The Evolution of British Historiography: from Bacon to Namier. London, Melbourne, Macmillan, 1967
- Herausgeber mit  J. R. L. Highfield, B. Smalley Europe in the Late Middle Ages, Northwestern University Press, 1965.
- Herausgeber Renaissance Venice, Faber and Faber 1973
- Herausgeber A concise encyclopaedia of the Renaissance, Oxford UP 1981
- Herausgeber The Thames and Hudson Encyclopedia of the Italian Renaissance, New York, Thames and Hudson 1981
- Herausgeber Renaissance War Studies, London, Hambledon 1983
- International relations in the West: diplomacy and war, in Potter, Hay The Renaissance 1493-1520, The New Cambridge Modern History, Band 1, 1953, sowie Armies, Navies and the Art of War in Band 2 (The Reformation) und Band 3 (Gegenreformation)

Er veröffentlichte auch Übersetzungen von Niccolò Machiavelli (unter anderem dessen Mandragola).